# Picco della vedova

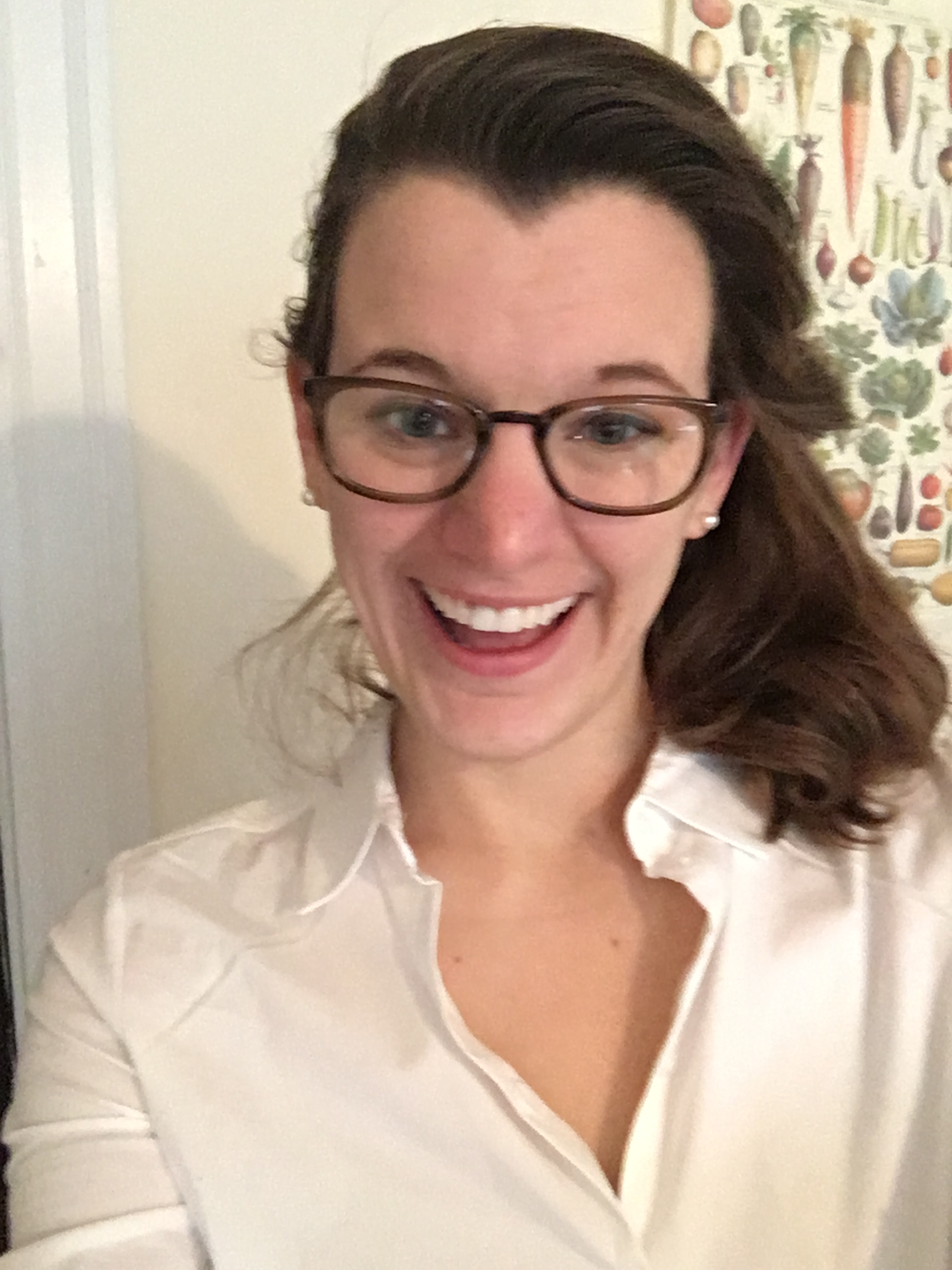
Donna con caratteristico picco della vedova

Un picco della vedova costituisce un punto distintivo della linea dei capelli al centro della fronte, che formano una "V".
Questa anomalia dei capelli è contraddistinta da una posizione inusualmente bassa dell'intersezione bilaterale del campo periorbitale della zona di soppressione della formazione dei capelli sulla fronte.

## Definizione
Il picco della vedova è un punto distinto della linea dei capelli posto al centro della fronte. È un carattere ereditario dominante e normalmente non salta generazioni. Vi sono diversi gradi di questo picco. Le persone prive di questo carattere hanno la linea dei capelli che corre diritta, attraversando la fronte.

## Etimologia
Il termine fa riferimento alla credenza che la crescita dei capelli in un punto della fronte – che ricorda la cappa di una vedova – sia presagio di vedovanza precoce. L'uso del termine "picco" riferito ai capelli risale al 1833. L'espressione picco della vedova risale al 1849.
Un'altra spiegazione circa l'origine della frase suggerisce che sia correlata a occasioni di lutto e ai cappucci indossati già nel XVI secolo. La cappa a lutto o Mary Stuart Cap è un copricapo che presenta una piega distintiva triangolare di stoffa nel mezzo della fronte.

## Cause
L'anomalia dei capelli da picco della vedova viene interpretata come il risultato di una più bassa posizione dell'intersezione dei campi bilaterali periorbitali di soppressione della crescita dei capelli sulla fronte.
Ciò può accadere perché i campi della zona periorbitale di soppressione della crescita dei capelli sono più piccoli del solito o perché sono molto distanziati. La spaziatura larga spiega anche l'associazione tra ipertelorismo oculare - occhi anormalmente distanti - e il picco della vedova.

## Nella cultura di massa
I picchi della vedova nelle storie e nel film sono spesso associati a personaggi negativi. Il conte Dracula ne è un esempio; sempre parlando di vampiri, nel manga Hellsing uno degli antagonisti, la vampira artificiale Rip Van Winkle, ha questa peculiarità della capigliatura (più evidente nel manga che nell'anime). Eddie Munster - dal programma televisivo I mostri - presenta questa attaccatura dei capelli come carattere distintivo. Un altro cattivo raffigurato con i capelli con picco della vedova è Joker, nemesi di Batman, sia nei fumetti sia nei film. Sempre nei fumetti, anche Diabolik e Vegeta, quest'ultimo della serie Dragon Ball, hanno un'accentuatissima forma di picco della vedova. Natasha Fatale Villainous in "The Rocky and Bullwinkle" ha picco della vedova. Un altro personaggio televisivo con il picco della vedova è Ziva David, in NCIS.